# آقای دامپزشک
آقای دامپزشک (ژاپنی: 動物のお医者さん، هپبورن: Dōbutsunoishasan) یک مجموعه مانگا ژاپنی اثر نوریکو ساساکی است. این کتاب در مجله مانگا شوجو هانا تو یومه هاکوسنشا از سال ۱۹۸۸ تا ۱۹۹۳ منتشر شد و فصل‌های آن نیز در ۱۲ جلد جمع‌آوری شد. یک برنامه تلویزیونی ۱۱ قسمتی از روی این مانگا ساخته شد که از آوریل تا ژوئن ۲۰۰۳ در ای‌ان‌ان پخش شد.

## خلاصه داستان
نیشینه ماساکی، مرد جوانی از هوکایدوست که فردی مرموز به او می‌گوید که روزی یک دامپزشک خواهد شد. نیشینه به همراه بهترین دوستش نیکایدو به همراه حیواناتشان یعنی چوبی، مایک و هیو تصمیم می‌گیرند تا به سرنوشت مرموز خود یعنی دامپزشک شدن را دست یابند.

## بازخورد
تا سال ۲۰۲۰، مانگا ۲۱٫۶ میلیون نسخه در تیراژ داشت.